# 圣米格尔 (北大河州)
圣米格尔是巴西北大河州的一个市镇。总面积171.69平方公里，总人口21406人，人口密度124.7人/平方公里。